# Roman (martyr)
Pour les articles homonymes, voir Roman.
Roman, dit Romanus ostiarius, Roman le Portier ou Romain le Geôlier, est un saint martyr, compagnon de Laurent de Rome. Il meurt persécuté le 9 août 258 à Rome. Il est le second saint patron de la principauté de Monaco après sainte Dévote.

## Hagiographie
Selon l'ancienne Passio et polichronii aliorum sanctorum, Roman est un légionnaire romain converti au christianisme alors qu'il assistait au martyre de saint Laurent. Selon la légende hagiographique monégasque, saint Roman, ou plutôt saint Romanus, serait né près de la Vigie[Où ?]. Pâtre sur les flancs du mont Agel, il aurait été enrôlé en 253 dans les cohortes de l’empereur Valérien et conduit à Rome.
Selon la Passio, pendant le martyre du diacre Laurent, Roman a la vision d'un ange qui soulageait les souffrances du martyr et décide de demander le baptême. Le procureur Decius, exaspéré par la résistance physique de Laurent voulait arrêter son supplice par le feu. Roman, essayant d'opérer secrètement, s'approche du diacre avec une cruche d'eau et est immédiatement baptisé. Surpris, il est arrêté et violemment battu, puis après avoir déclaré publiquement sa foi, il est mis à mort en dehors des remparts devant la porta Salaria. Il est ainsi décapité le 9 août, 258, pendant la persécution de Valérien. Selon le Liber Pontificalis Romano apparaît comme ostiarius, c'est-à-dire portier.

## Dévotion

### Reliques en Europe
Ses reliques sont à Reiningue, Rome, Lucques, Ferrare et Avella.
À Reiningue, près de Mulhouse, des reliques sont apportées par le pape Léon IX vers 1050. Elles sont placées dans deux châsses du XIe et du XIIe siècle dans l'église Saint-Romain avec un buste de saint Roman du XIVe siècle. Ces reliques sont exposées dans une vitrine visible du public.
43 communes de France portent les noms de Saint-Romain, Saint-Roman et Saint-Rome.

### Fête patronale à Monaco
Il est le deuxième saint patron de Monaco, et sa mémoire est célébrée le 9 août. Le culte envers Roman est attesté à Menton au XVe siècle, sous le nom d’un lieu-dit Saint-Roman et d’une chapelle sous ce patronage. Le culte est plus tardif à Monaco. C’est seulement en 1746 qu’arrivèrent à Monaco les premières reliques de Roman, extraites de la catacombe de Saint-Calixte. Un autel à Saint-Roman, offert par le Comité de la Saint-Roman, se trouve dans la nef est de la cathédrale Notre-Dame-Immaculée de Monaco.

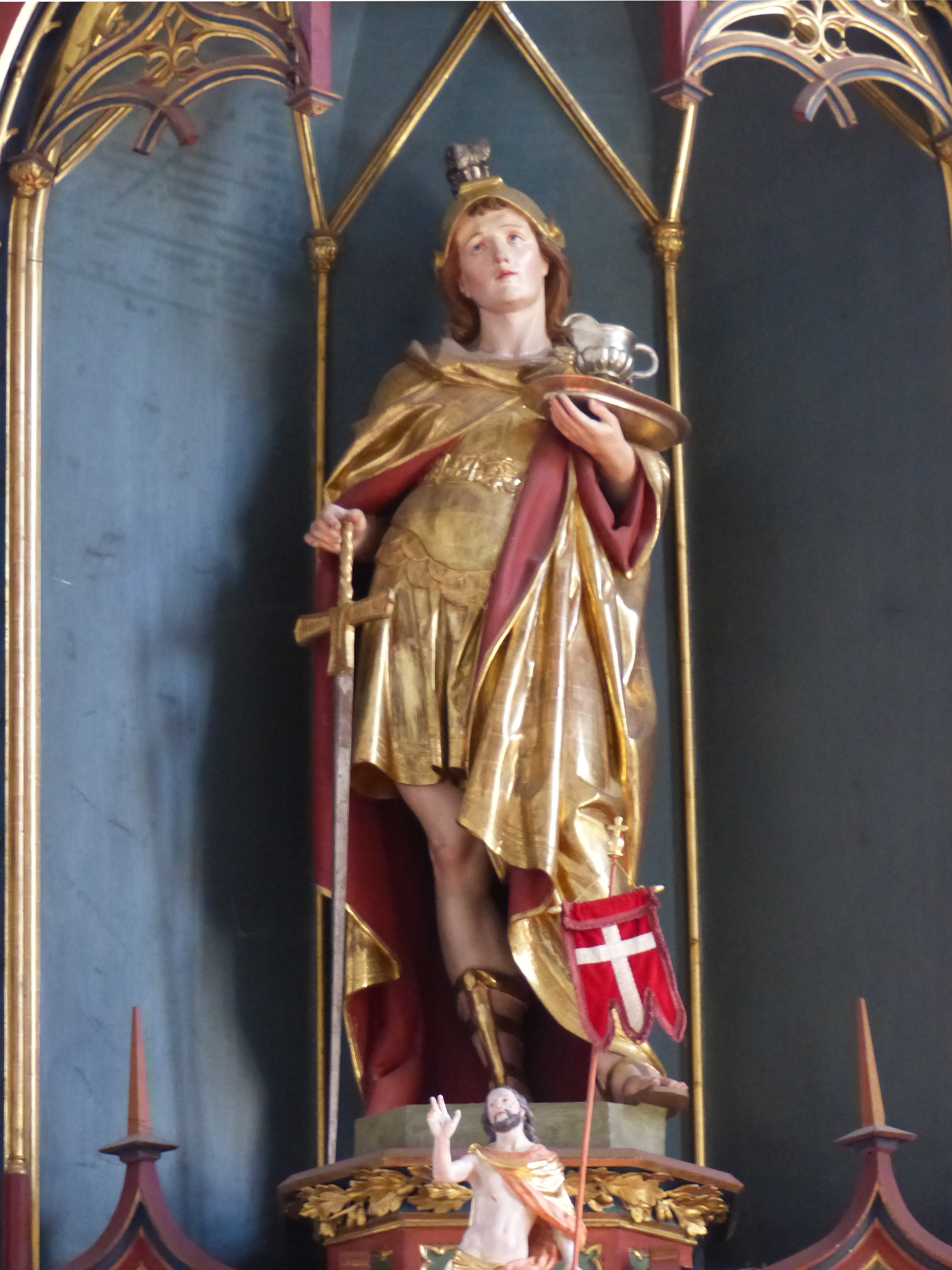
Statue de l'église paroissiale de Sankt Roman, Haute-Autriche.
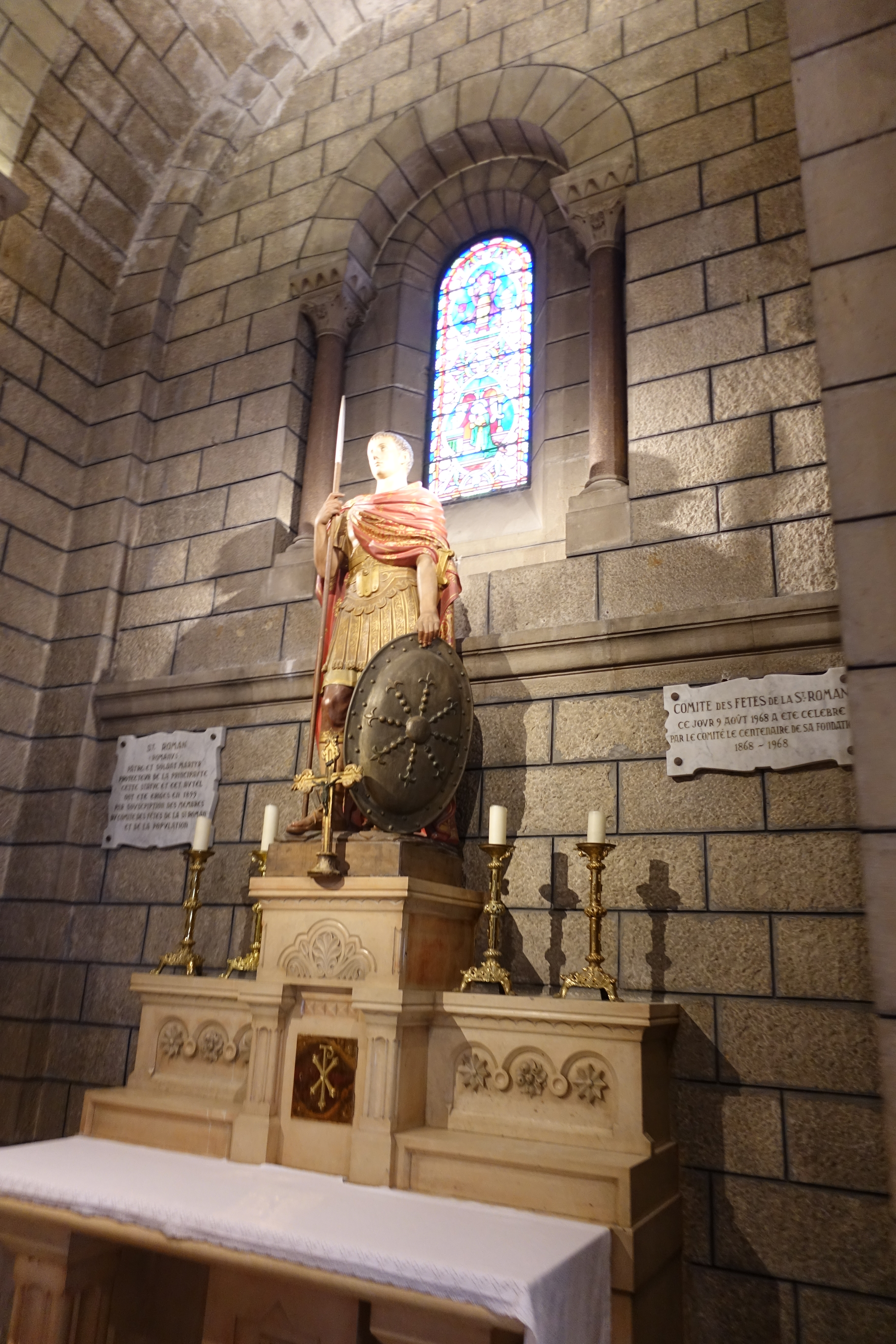
La chapelle Saint-Roman de la cathédrale Notre-Dame-Immaculée de Monaco.
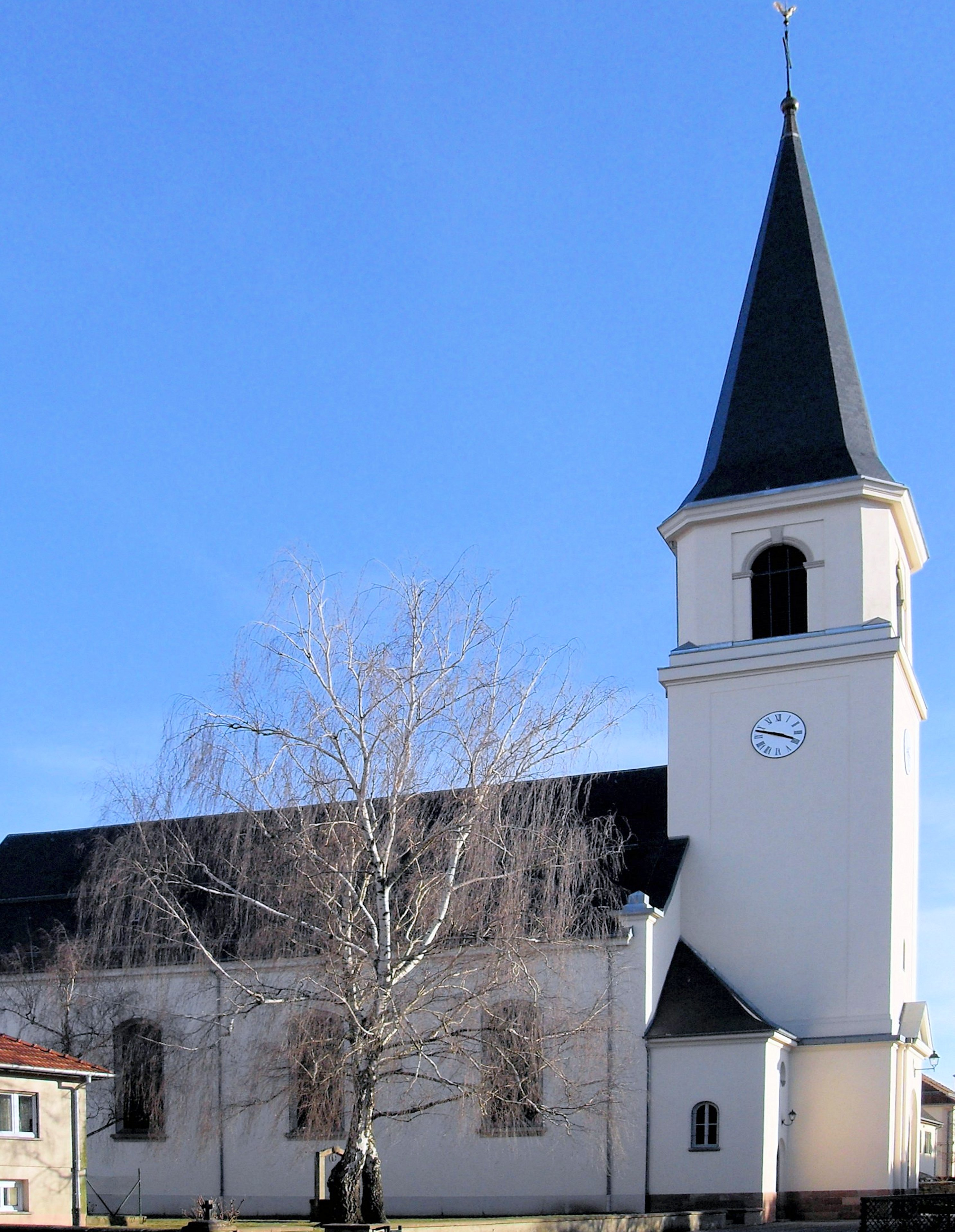
L'église Saint-Roman de Reiningue, Haut-Rhin.